# Punktum
Punktummet ( . ) er et symbol brugt til grammatisk tegnsætning. Det bruges i slutningen af forskellige typer sætninger, til forkortelser og til matematisk notation – både på dansk og adskillige andre sprog.

## I slutningen af sætninger
Punktummet bruges til at afslutte en sætning og dermed adskille sætninger fra hinanden:
Manden kom for sent hjem. Så blev hans kone sur.
I skrivemaskineskrevne tekster er det blandt lægfolk blevet almindeligt at bruge to mellemrum efter sætningsafsluttende punktummer (og ditto for spørgsmålstegn og udråbstegn) til at adskille forskellige sætninger i et afsnit:
```
Søren spiste et æble.  Peter spiste også et
æble.  Altså kan vi f.eks. konkludere, at 
både Søren og Peter spiste et æble.
```

Dette gøres for at tydeliggøre, hvor sætningerne skilles ad i en maskinskreven tekst, der er kendetegnet ved at være skrevet i en Monospace-font – en font, hvor alle tegn har samme bredde.
Fagfolk derimod (specifikt typografer og designere) vil dog hellere bruge en korrekt font, hvor mellemrummet mellem sætninger (altså efter sætningsafsluttende punktummer samt efter spørgsmålstegn og udråbstegn) skal være på 1,5 mellemrum. Rigtige DTP-programmer vil da også håndhæve dette til korrekt opsætning af publikationer.
I HTML kan man ikke have mere end ét mellemrum, da yderligere bliver fjernet. Derfor vil mellemrummet mellem sætningerne i denne tekst være lige så store, som mellemrummene mellem ordene. Hvis man insisterer, kan man indsætte et ikkeombrydende mellemrum (eng. non-breaking space) med HTML-entiten &nbsp;. På denne måde kan man få et ekstra mellemrum mellem sætningerne.

## Til forkortelser
Forkortelser skrives med et punktum:
Dette er f.eks. en forkortelse.
Hvis forkortelsen afslutter sætningen, skal der ikke være endnu et punktum herefter:
Han købte biler, både, huse m.m.
Begge ovenstående eksempler illustrerer ydermere, at hvis forkortelsen består af to eller flere ord (og de forkortes hver for sig), skal der ikke være mellemrum mellem dem. Det hedder altså ikke:
Han købte biler, både, huse m. m.
Nogle forkortelser er specielle og skal stå i ét ord:
Han ankom inkognito, dvs. anonymt.
Hvorimod nogle forkortelser enten skal skrives i ét ord eller i flere. Man kan altså valgfrit vælge mellem:
- Jeg har en stærk kritik mht. brugen af eksempler i denne artikel.
- Jeg har en stærk kritik m.h.t. brugen af eksempler i denne artikel.

## Til tal-notation
Punktum bruges som tusindstalsseparator på dansk (og komma bruges som decimalseparator):
1.234.567,89 (en million to hundrede fireogtredive tusinde fem hundrede syvogtreds komma niogfirs)
På engelsk bruges de to tegn dog omvendt:
1,234,567.89
Se mere herom i talnotation.

## I datalogi
Punktummet findes i ASCII-tegnsættet som tegn nummer 46 og tilsvarende i Unicode som U+002E.
Se punkt (typografi) for andre former for punkter, prikker og punktummer.